# وقتی مردان چماق و زنان فعالیت جنسی بی‌محابا داشتند
وقتی مردان چماق و زنان فعالیت جنسی بی‌محابا داشتند (ایتالیایی: Quando gli uomini armarono la clava e... con le donne fecero din-don) یک فیلم کمدی ایتالیایی به کارگردانی برونو کوربوچی است که در سال ۱۹۷۱ منتشر شد.

## گزیدهٔ بازیگران
- آنتونیو ساباتو سینیور
- آلدو جوفره
- ویتوریو کاپریولی
- نادیا کاسینی
- الیو پاندولفی
- لوکریشا لاو
- پیا جانکارو
- هاوارد راس
- والریا فابریتسی
- گیزلا هان
- الیو کرووتو
- ساندرو دُری
- ویتوریو کونجا
- پاتریتسیا آدیوتوری
- ریا د سیمونه
- انتسو ماجو
- میمو پُلی
- آنابلا اینکنتررا